# Kanban
Kanban (看板?), stavas också kamban och betyder bokstavligt talat "teckentavla" eller "reklamtavla", är ett koncept som är relaterad till lean framställning och just-in-time (JIT) produktion. I flera århundraden har japanska hantverkare satt kanban - små trä- eller metallskyltar - på sina produkter, något som idag ofta reducerats till små synliga logotyper. 

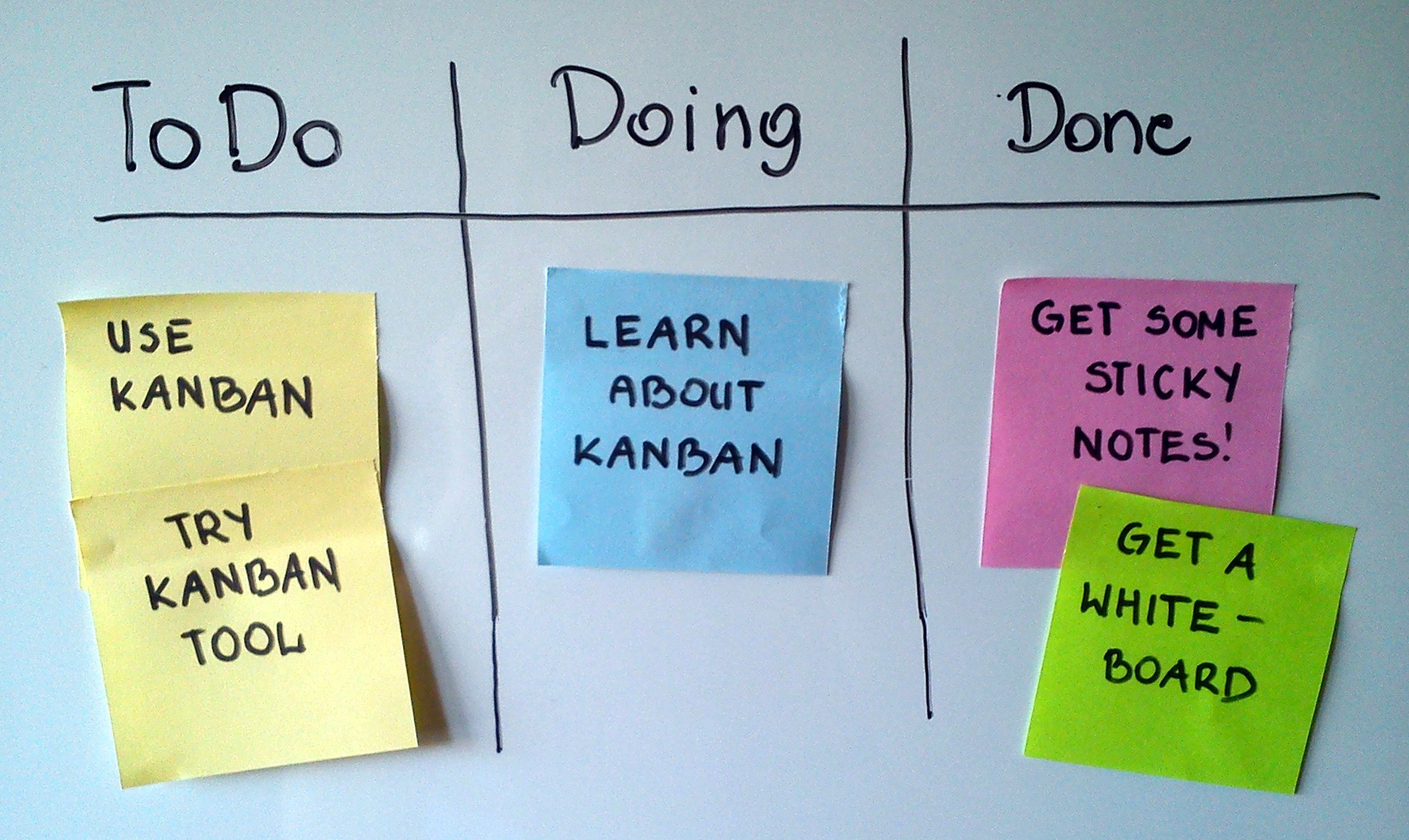
Kanban med uppgifter

Kanban kan i en fabrik användas som schemaläggningssystem som talar om vad som ska produceras, när det ska produceras och hur mycket som ska produceras.  
Mellan 1940 och 1950 började Taiichi Ohno på Toyota studera hur man kunde effektivisera produktionen och kom fram till att de borde sluta med den traditionella centralstyrda produktionen för att övergå till "Just in time"-produktion. När det uppstår materialbrist på en arbetsstation så skickar arbetarna ett kanban (ett kort, en tom förpackning eller något annat) till stationen bakom för att signalera ett materialbehov.
Taiichi Ohno tillämpade Kanban-logiken i sitt Toyota Production System (TPS) för att stödja icke-centraliserade "pull" som tillverkningskontroll. På 1970-talet var Kanban populärt inom tillverkningsindustrin som ett verktyg för slimmad produktion. Senare har många inom olika branscher även utanför tillverkningsindustrin funnit tillämpningar av kanban.
Kanban är en metod för att hantera kunskapsarbete med betoning på "just in time"-leveranser utan överbelastning av gruppmedlemmarna. I denna process visualiseras uppgiften för deltagarna så att de kan se vad som behöver göras. Gruppmedlemmarna tar sedan arbete från denna backlogg.
Kanban är ett sätt för grupper och organisationer att visualisera sitt arbete, identifiera och eliminera flaskhalsar. Kanban är en metod för att gradvis förbättra vad du än gör - mjukvaruutveckling, IT, personaluthyrning, rekrytering, marknadsföring och försäljning, inköp. Motiv kan vara minskad ledtid, ökad genomströmning eller högre kvalitet på produkter eller tjänster.
Genom att titta på var kanban finns i fabriken så kan man identifiera var det finns flaskhalsar i produktionen. Dock används detta idag främst som en del i större förbättringsprojekt och för att underlätta för företag att slippa stora lagerkostnader alternativt leveransförseningar t.ex. inom klassisk tillverkningsindustri.
Förenklat är Kanban ett visuellt system för att hantera arbetet som rör sig genom en process som skapar värde. Det är ett system för att visualisera arbete, minska slöseri genom att begränsa pågående arbeten och maximera kundnyttan.

## Kanban-tavla
Kanban-tavlan är det viktigaste verktyget som används inom Kanban-projektledningen. Denna tavla hjälper till att visualisera arbetsflödet, styra processen och maximera resultaten. Tavlan består av kolumner, simbanor, Kanban-kort och gränser för arbete som pågår. Detta hjälper till att hantera arbetsprocesserna, eliminerar slöseri och ger resultat snabbare.
Även om Kanban-tavlor inte definieras av ett specifikt utseende, finns det 5 nyckelfunktioner som var och en bör innehålla:
- Framstegskolumner / statuser
- Kanban-kort
- Gränser för arbete som pågår (WIP-limits)
- Simbanor
- Engagemangspunkter